# Rickenbacker

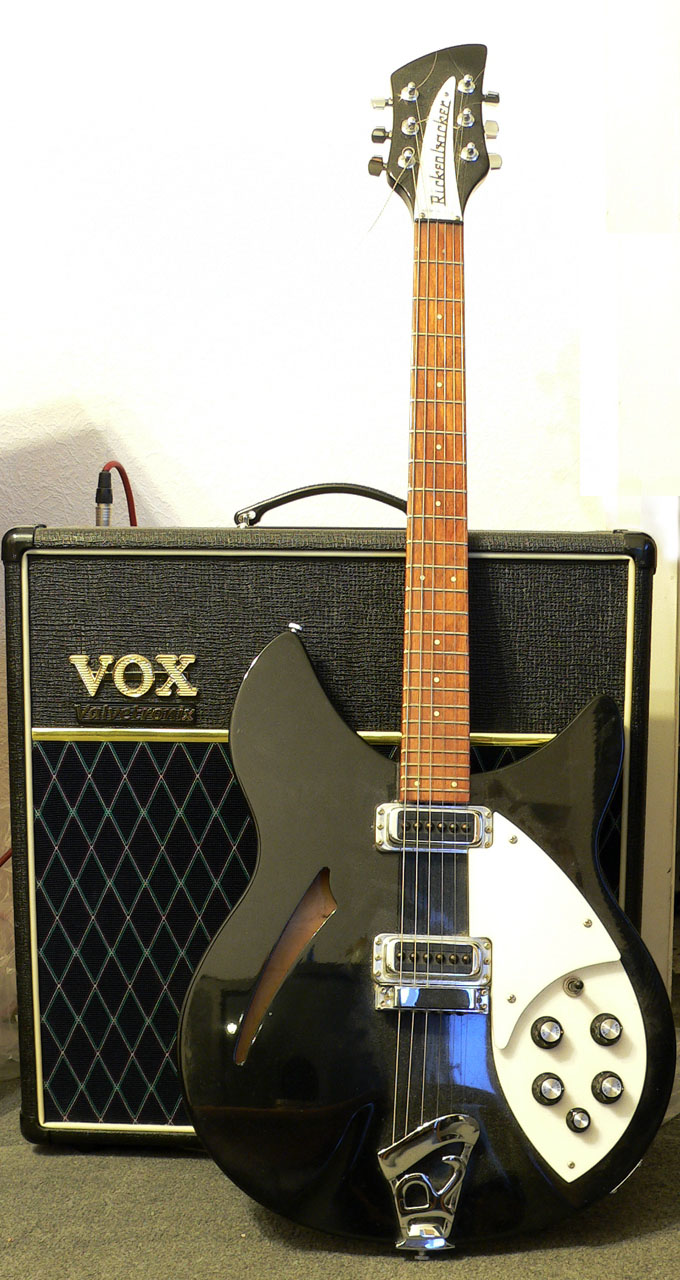
Rickenbacker 330JG

Rickenbacker («Рикенбекер») — американская компания, производящая музыкальные инструменты. Основана Жоржем Бошамом и Адольфом Рикенбекером в 1931 году. Известна как первый производитель электрогитар.

## История создания
В 1931 году Жорж Бошам и Адольф Рикенбекер (Рикенбакер) придумали магнитный звукосниматель, создающий магнитное поле и преобразующий вибрацию струны в электрический сигнал. Их инструмент получил прозвище «сковородка» — во-первых, потому что корпус был полностью сделан из алюминия, во-вторых, по своей форме инструмент действительно очень походил на сковороду с непропорционально длинной «ручкой» — грифом. Но в итоге это оказалась первая жизнеспособная электрогитара. 
Позже звукосниматели стали встраивать в деревянные гитары, но прошло много лет, прежде чем появились электрогитары, напоминающие современные. Однако именно благодаря «сковородке» фирма Rickenbacker стала известной, а их гитары — популярны и продаваемы.

## Модели

### Модель 325
Лады на кленовом грифе расположены очень близко друг к другу, из-за чего создаётся впечатление миниатюрной и нестандартной гитары. При этом сами лады очень тонкие и низкие, а палисандровая накладка на грифе покрыта лаком, что встречается очень редко. Струны устанавливаются самые толстые — для создания сильной вибрации, хорошей отдачи и напряжения. Мензура гитары маленькая, поэтому удобно быстро менять позиции и аккорды. Такой гриф идеален для поющих музыкантов, аккомпанирующих себе.
Корпус, сделанный также целиком из клёна, имеет внутри пустоты, а крышка, прикрывающая основания с пустотами, находится снизу. Благодаря такому корпусу звук создаётся чистый и приятный. Выделен весь спектр частот: низы, верхи, середина, а звучание немного напоминает джазовые полуакустические гитары.
Самым известным музыкантом, игравшим на гитаре модели 325, стал Джон Леннон.

### Rickenbacker Bass

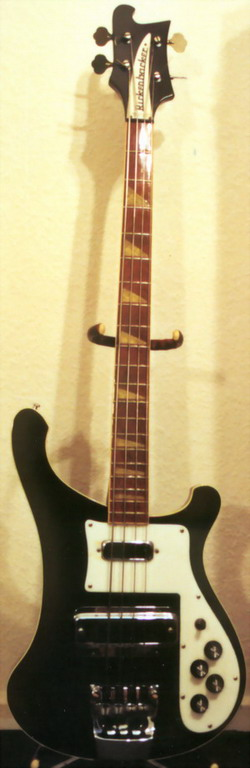
Модель 4001JG

С самых истоков прогрессивного рока бас-гитара Rickenbacker стала одним из важнейших элементов, определявших звучание ведущих представителей жанра. Первая модель инструмента — Rickenbacker 4000 появилась в 1957 году и имела всего один звукосниматель, но уже в 1961 году на суд публики была представлена следующая модификация — Rickenbacker 4001, которая имела в своём арсенале уже два звукоснимателя и послужила по сути стандартом, на котором были основаны все последовавшие представители семейства басовых Rickenbacker. 
Самая первая модификация Rickenbacker 4000 при этом была снята с производства лишь в середине 80-х годов прошлого столетия.
Отличительное звучание инструмента было основано на целом ряде особенностей дизайна, благодаря которым он заметно выделялся на общем фоне. Одной из самых важных особенностей инструмента стала его конструкция. Её разработчиком стал знаменитый немецкий специалист Роджер Россмайсль. Rickenbacker стала первой бас-гитарой, в основе которой был использован принцип «Neck-Through-Body»: кленовая доска проходила вдоль всего инструмента, при этом с каждой стороны располагались «крылья», сделанные также из клёна, что завершало формирование корпуса. Именно эта цельная основа, на которой были установлены все остальные необходимые элементы, стала залогом потрясающего сустейна и акустического эффекта, при котором звучание гитары в чём-то напоминало рояль.
Другим важным элементом, безусловно, были звукосниматели. Надо заметить, что их модификация претерпела определённые технологические изменения с течением времени. Так, звучание бас-гитар середины 70-х в большой мере определяло то, что струны постоянно соприкасались с металлической основой адаптеров. На более поздних моделях, например Rickenbacker Jet-Black 4003, звукосниматели имели уже хромированное покрытие, что выгодно сказывалось на снятии сигнала.
Самыми известными музыкантами, игравшими на этой бас-гитаре, были Роджер Гловер (Deep Purple), Лемми Килмистер (Motörhead), Сьюзи Кватро, Крис Сквайр (Yes), Гедди Ли (Rush), Гэри Стрейтер (Starcastle), Клифф Бёртон (Metallica), а также Пол Маккартни, исполнивший на Rickenbacker 4001 C64 басовые партии для легендарного альбома Sgt. Pepper's Lonely Hearts Club Band (1967) и впоследствии игравший на нём в группе Wings. 
Из российских музыкантов — Вадим Курылёв, будучи бас-гитаристом «ДДТ», чаще всего использовал этот бас; Александр Балунов и Дмитрий Рябченко из группы «Король и Шут» (играл на этой гитаре с 1999 по 2003 года) и Наталья Чумакова («Гражданская Оборона»).
Самой распространённой модификацией гитары на данный момент является четырёхструнная Rickenbacker 4003 Deluxe, разработанная и выпущенная на рынок в начале 80-х. Инструмент имеет две системы выходного устройства: стандартную «Monaural» и особую «Rick-O-Sound», при которой звук с двух адаптеров поступает на разные усилители, что, однако, является не слишком практичной задумкой. 
В прошлом в линейку входили также и 5-и, 8-и и 12-струнные модификации, а также безладовая модель, однако они весьма редко встречаются в свободной продаже и производятся, как правило, на заказ. Пятиструнная модель вернулась в продажу в 2019 году, но с обновлённым дизайном.